# Claustro de Elna

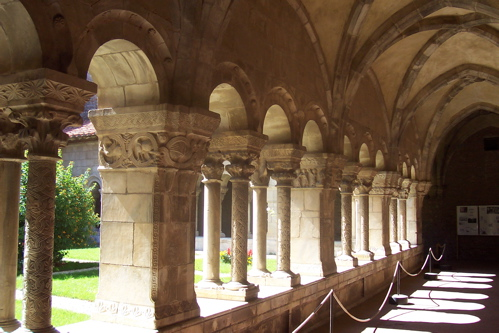
Galería norte del claustro.

El claustro de Elna es un monumento medieval situado en la ciudad francesa de Elna en la región de los Pirineos Orientales. Fue la residencia de los canónigos de la catedral. El claustro es conocido sobre todo por sus esculturas románicas, aunque también contiene numerosas esculturas góticas.
A diferencia de la mayoría de los claustros del Rosellón, el claustro de Elna no fue construido por los monjes sino por los canónigos, clérigos asistentes del obispo en el gobierno de la diócesis. Estos canónigos disponían de habitaciones para la vida y el estudio, situadas a este y oeste del claustro. La catedral está al sur del mismo.
La construcción se hizo en diferentes etapas: la galería sur fue realizada a finales del siglo XII; la galería este a principios del siglo XIII; la galería norte a finales de ese mismo siglo; y la galería oeste a principios del siglo XIV. El claustro tuvo también un piso, del siglo XIV, que fue destruido en 1827. La residencia de los canónigos se trasladó de forma oficial a Perpiñán en 1602 aunque el claustro quedó abandonado antes de esa fecha. Durante la Revolución francesa fue ocupado por la administración municipal y se convirtió en el “claustro de los ciudadanos”. Las primeras restauraciones del monumento son también de esa época.
El claustro respeta el esquema arquitectónico establecido en el siglo XII: cada galería tiene cinco pilares cuadrangulares y ocho columnas geminadas unidas por arcos cimbrados. Está cubierto por completo de mármol blanco, procedente de Céret. El espacio central está ocupado por un jardín que no era accesible durante la época medieval ya que las galerías no están cortadas por ninguna puerta.
La escultura de la galería sur es completamente románica, heredera de los maestros de Serrabona y de San Miguel de Cuixá; se desarrollan temas de vegetales y animales. La columna central está adornada con escenas históricas de la vida de san Pedro y san Pablo. La pared de la galería contigua a la catedral alberga numerosas sepulturas de prelados y de habitantes de Elna. En el extremo de la galería, se encuentra una portalada del siglo XIV, realizada con mármol blanco y rojo, que da acceso al templo. Esta galería fue dotada por bóvedas góticas en el siglo XIV que están decoradas con escenas de la resurrección de Cristo.
La galería oeste es un duplicado de la galería sur, con algunos capiteles de estilo gótico.
En la galería norte hay capiteles de estilo románico y otros de estilo gótico. El esquema es igual al de la galería sur, con capiteles decorados con motivos vegetales y animales y con una única escena histórica, el martirio de Santa Eulalia de Mérida y de Santa Julia, en el pilar central.
La galería este, de estilo gótico, está decorado con escenas de la infancia de Cristo representadas en las columnas, y escenas de la Pasión en las paredes. En la parte inferior del claustro se encuentran unas salas de exposición en las que se encuentran algunos objetos de arte de Elna entre los que destaca un armario litúrgico de finales del siglo XV.